# Leanne Baker
Leanne Baker (Hamilton, 8 januari 1981) is een tennisspeelster uit Nieuw-Zeeland.
Zij begon op negenjarige leeftijd met het spelen van tennis. Ook speelde zij rugby in de Verenigde Staten.
Als junior was ze nummer 1 van de wereld.
In 2004 speelde zij op het dubbelspeltoernooi van Wimbledon haar eerste grandslampartij. 
In 2005 bereikte zij, als wildcard-speelster de dubbelspelfinale van de ASB Classic, samen met de Italiaanse Francesca Lubiani.